# صيام دانيال

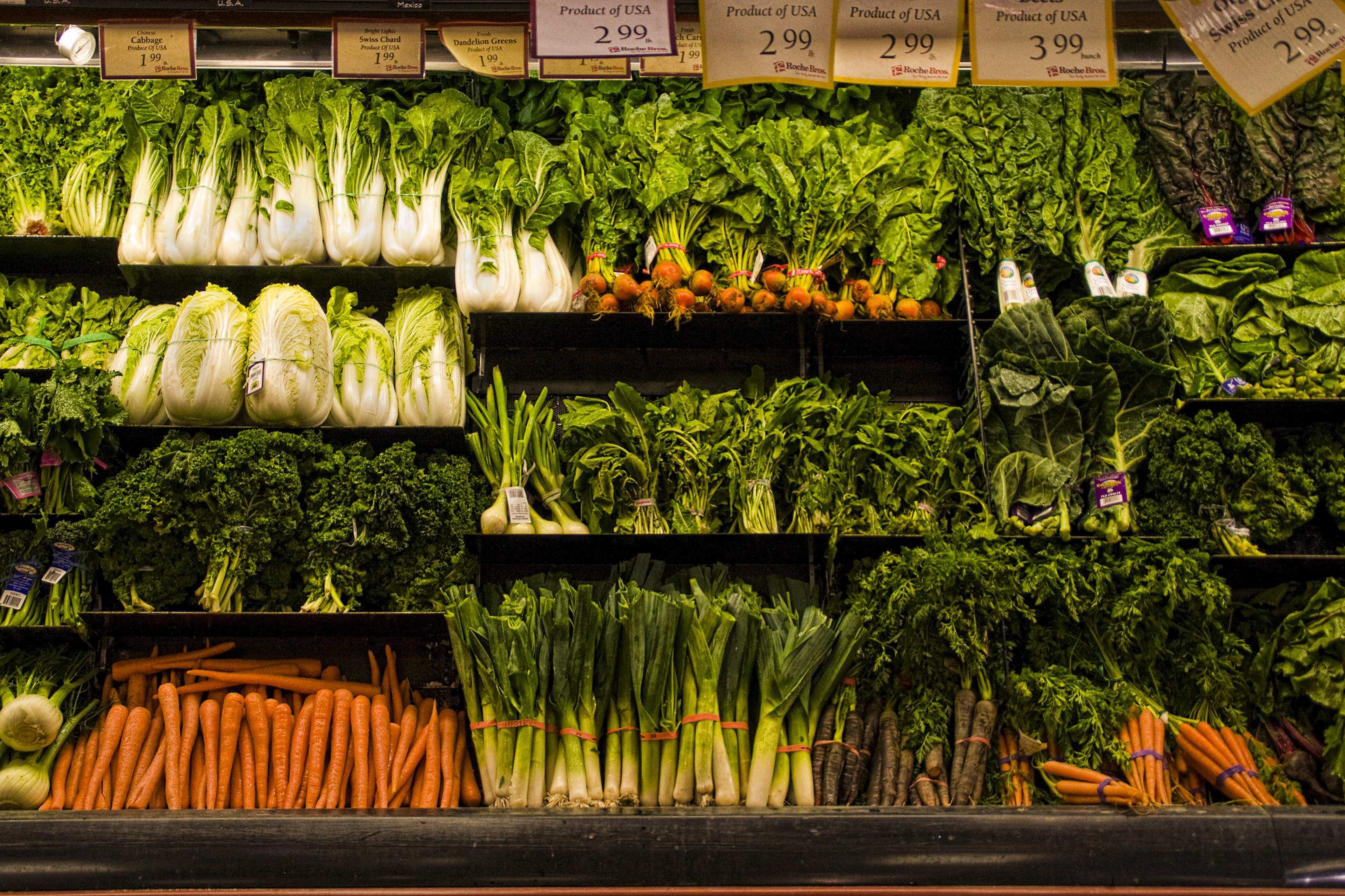
خضراوات معروضة داخل سوبرماركت في الولايات المتحدة.

صيام دانيال (بالإنجليزية: Daniel Fast)‏، هو نظام غذائي روحي قائم على اِنجيل دانيال، يشير إلى الامتناع عن تناول الأطعمة التي أعلن الله أنها ملوثة في قوانين موسى في فترة من 10 إلى 21 يومًا. قد يشيرالمقطع  في الفصل الأول إلى ثلاثة أسابيع من الصيام الكلاسيكي خلال فترة الحداد؛ نتيجة لذلك فإن صيام دانيال الحديث غالبًا يتم اتباعه لمدة 21 يومًا.

## الوصف
وفقًا لأولئك الذين يشجعون هذا النوع من الصيام،  فإن الهدف هو التَرفَع عن تناول الأطعمة التي تم وصفها في اِنجيل دانيال على انها «أطعمة ملكية» بما في ذلك اللحوم والخبز الحلو والمُخمر والنبيذ. بدلًا من ذلك فإن النظام الغذائي يتكون من الحبوب والماء. والحبوب في هذا السياق تعني «غذاء ينمو من البذور»، وهذا يشمل الفاكهة أو الخضروات أو العدس. «الخضروات» تُستخدم بدلًا من الحبوب في بعض الترجمات. ومع ذلك لم يُذكر بوضوح أن الترفع عن هذه الأطعمة من قِبل دانيال كان صيامًا.